# BIP
BIP (Botnia Internet Provider) var en svensk internetleverantör som erbjöd uppringd uppkoppling utan månadsavgift, i början i utbyte mot att annonser visades under surfandet i väntan på att en webbsida laddades klart, vilket då kunde ta några sekunder. Företaget startades av familjerna Lövbrand och Aglander 1997 men köptes av Spray Network AB för 240 miljoner kronor 1999.
BIP hade sitt huvudkontor i Dorotea.